# Naturschutzgebiet Freienohler Ruhrtal

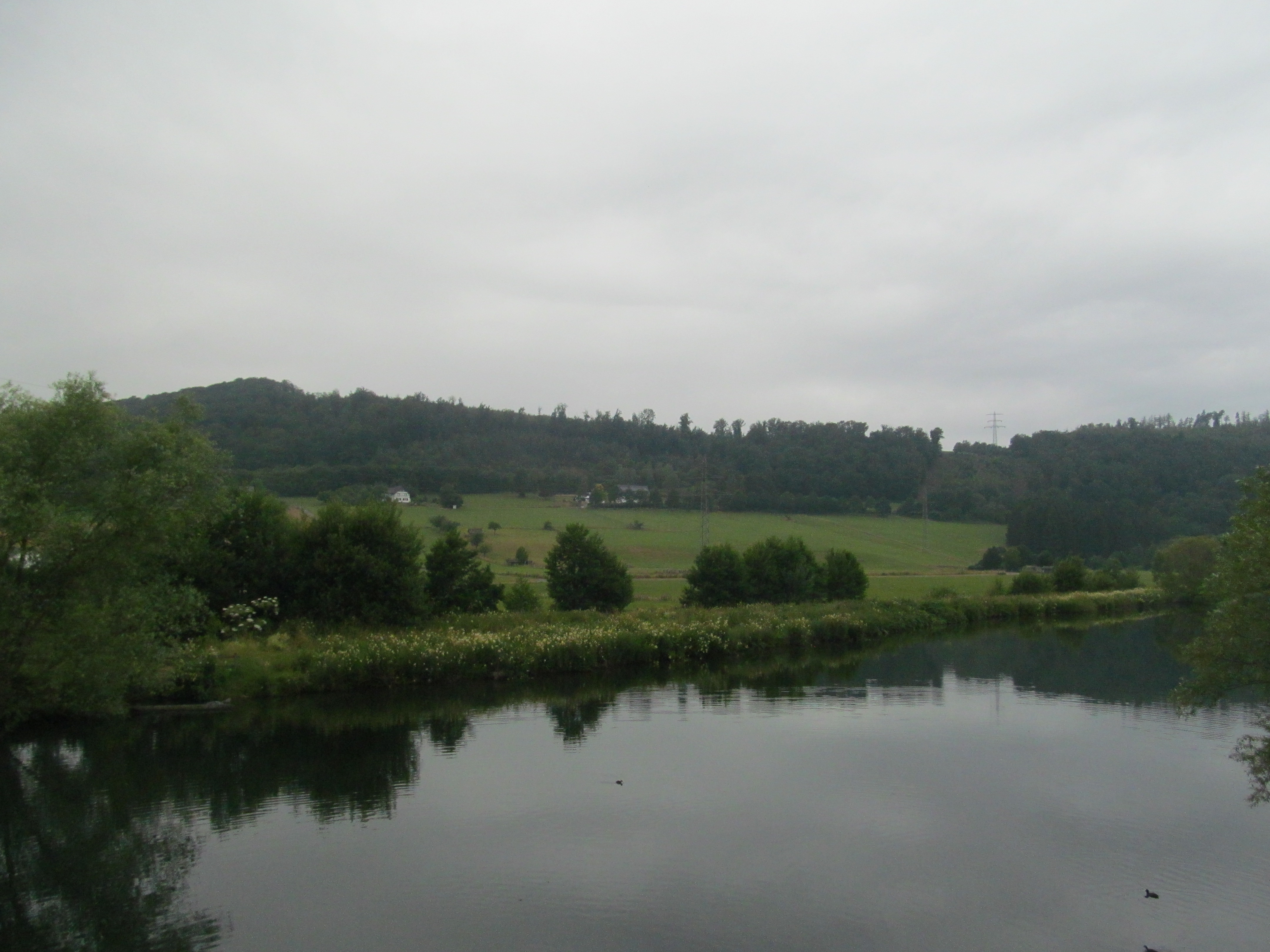
Naturschutzgebiet Freienohler Ruhrtal nördlich der Ruhrbrücke Olpe

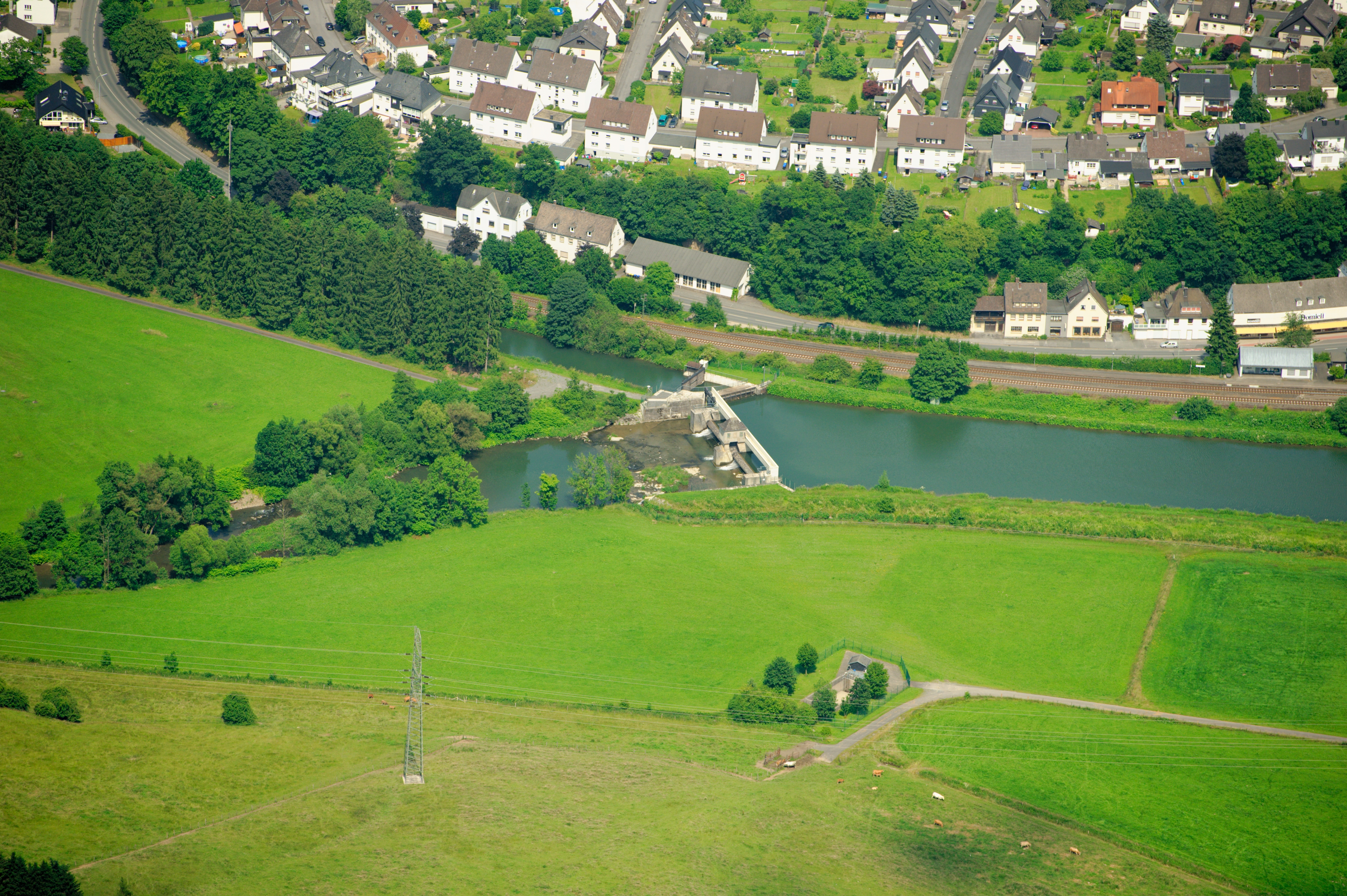
Wasserkraftanlage südlich des Ortskerns im NSG

Das Naturschutzgebiet Freienohler Ruhrtal mit einer Größe von 84,35 ha liegt um Freienohl im Stadtgebiet von Meschede. Teile des heutigen Schutzgebietes wurde 1994 durch den Kreistag des Hochsauerlandkreises mit dem Landschaftsplan Meschede als Naturschutzgebiet (NSG) mit dem Namen Naturschutzgebiet Ruhr bei Freienohl und einer Flächengröße von 4,8 ha ausgewiesen. Andere Teile des heutigen NSG gehörten von 1994 bis 2020 zum Landschaftsschutzgebiet Ruhrtal nördlich Freienohl. 2020 wurde das NSG durch den Kreistag mit dem Namen Naturschutzgebiet Freienohler Ruhrtal und erheblich größerer Fläche erneut ausgewiesen. Das NSG besteht aus zwei Teilflächen und reicht teilweise bis an die Bebauung. Seit 2004 gehören Teile des heutigen NSG zu dem FFH-Gebiet Ruhr (DE 4614-303).

## Gebietsbeschreibung
Beim NSG handelt es sich um einen naturnahen Abschnitt der Ruhr mit mehrere große Ruhrschleifen mit denen der Flusslauf die oberkarbonischen Ton- und Sandsteine der „Arnsberger Schichten“ durchbricht. Die Prallhänge der Ruhr bilden im NSG eindrucksvolle, ganz überwiegend Laubholz-bestockte Steillagen in unmittelbarem Anschluss an das Gewässer. In Abschnitten ist die Ruhr im Zusammenhang mit Siedlungsaktivitäten, Eisenbahnbau und Wasserkraftnutzung ausgebaut worden. Der Untergraben der großen Wasserkraftanlage südlich des Ortskerns weist
üppige Vorkommen vom Flutender Wasserhahnenfuß auf. Das meist steinige Bachbett wird von Ufergehölzen und Hochstaudenfluren gesäumt. Im Grünland der Aue findet überwiegend, auch aufgrund von Wassergewinnungsanlagen im NSG, eine mehr oder weniger extensive Grünlandnutzung statt. Die Prallhänge tragen größtenteils naturnahe Buchen- und Eichen-Waldgesellschaften. Südlich Brumlingsen dominieren ältere Eichen den Bestand und bieten gefährdeten Vogelarten Lebensraum. Am Westhang des Küppel ragen sie teilweise weit den Hang hinauf; einer dieser Bestände wurde exemplarisch  aufgrund seines Alt- und Totholzanteils, verwachsener Einzelexemplare, der Quell-Muldenlage und der besonderen landschaftlichen Eigenart in dieser siedlungsnahen Lage in das NSG einbezogen.

## Schutzzweck
Zum Schutzzweck des NSG führt der Landschaftsplan auf: „Schutz der weitreichenden Lebensraum- und Verbundfunktion der Ruhr einschließlich ihrer unmittelbaren Auen und Unterhänge trotz der beengten Lage im Siedlungsbereich Freienohl; Sicherung und Optimierung bewaldeter Steilhänge, die unmittelbar mit dem naturnahen Flusslauf verzahnt sind und hier das taltypische Biotopmosaik ergänzen; Erhaltung des besondern Landschaftscharakters, der sich aus den Großformen des Reliefs (Mäander) und aus dem Zusammenspiel von naturnahem Fluss und naturnahen begleitenden Waldgesellschaften ergibt; rechtliche Umsetzung der FFH-Gebietsmeldung DE 4614-303 „Ruhr“ und Präzisierung der diesbezüglichen allgemeinen Schutzvorschriften des § 33 BNatSchG – s. Gebot b) des NSG-Festsetzungskataloges.“

## Zusätzliches Verbot im NSG
Für eine Grünlandfläche in der Ruhraue nördlich der Giesmeckemündung wurde ein zusätzliches Verbot im Landschaftsplan festgesetzt. Auf dieser Fläche ist eine mehr als 2-malige jährliche Mahd sowie jegliche Nachsaat verboten, da sie vom Landesamt für Natur, Umwelt und Verbraucherschutz Nordrhein-Westfalen als vegetationskundlich wertvolles Grünland erfasst wurde.